# 波紋黛眼蝶

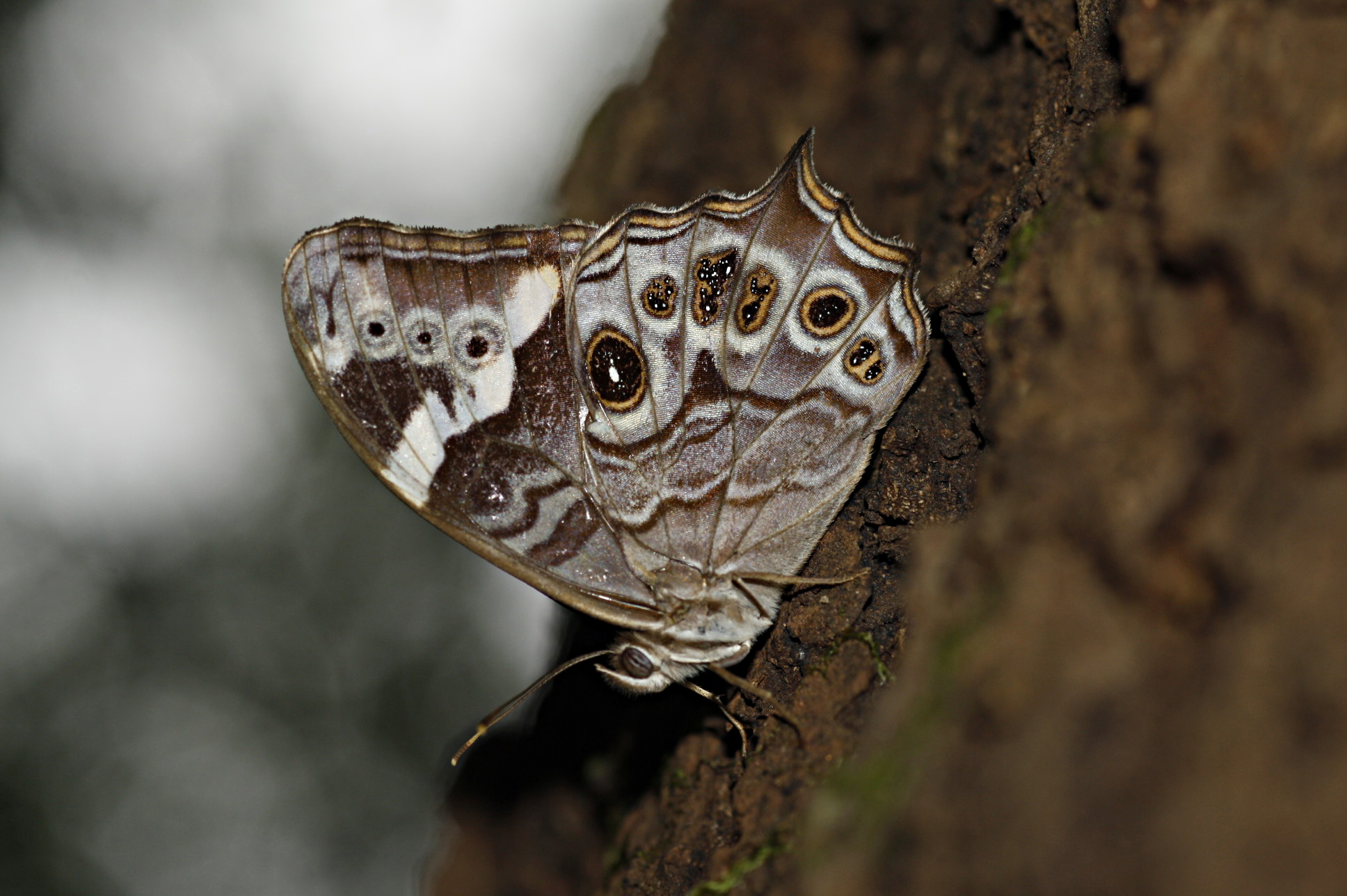
阿馬爾卡恩塔克, 印度

波紋黛眼蝶（學名：Lethe rohria），又名角目蝶、波紋玉帶蔭蝶、波紋白帶蔭蝶、波紋白條蔭蝶、波紋竹眼蝶。

## 描述
本種為中型眼蝶，具明顯雌雄二型性。
雄蝶：體背黑褐色，腹面灰白。頭、胸、足皆褐色，觸角黑褐帶乳白紋，末端裸露；複眼密生毛，後緣白色；下唇鬚黑褐色，有乳白條紋。前足刷狀、跗節退化、具刺。前翅長30-34 mm，為直角三角形，翅頂略鈍，前緣凸、外緣略凹；後翅卵形，外緣波狀，M3脈末端具短尾突。翅背面褐色，前翅翅端具兩白斑，前後翅外緣有細帶；翅腹面淺褐偏橄欖綠，外側有一列眼狀紋，排列前翅內凹、後翅外凸，部分眼紋內含阿米巴形黑斑，另有兩道白色細線及橙色直線紋，內緣鑲白。前翅中室具白色短紋，另有斜白帶，受深色翅脈截切。緣毛白中帶褐。
雌蝶：外觀與雄蝶相似，但前足完整、具刺、毛較稀疏。前翅中央斜白帶明顯，黑色紋列與眼紋較雄蝶清晰。
共同特徵包括：前、後翅外緣略呈波狀，翅腹面具弧形排列的眼紋列（鑲白環、內含白點），翅基至內側有白線貫穿。緣毛黑白相間。

## 分佈
分布於喜馬拉雅地區、印度、斯里蘭卡、爪哇、小巽他群島、華西至華東及臺灣。
臺灣有兩個亞種：ssp. daemoniaca 分布於本島低海拔地區，ssp. permagnis 則曾記錄於馬祖。

## 棲地
棲息於常綠闊葉林，一年多世代，全年可見成蝶活動。成蝶飛行敏捷快速，幼蟲以禾本科的五節芒、開卡蘆及李氏禾為食。